# Suontaka

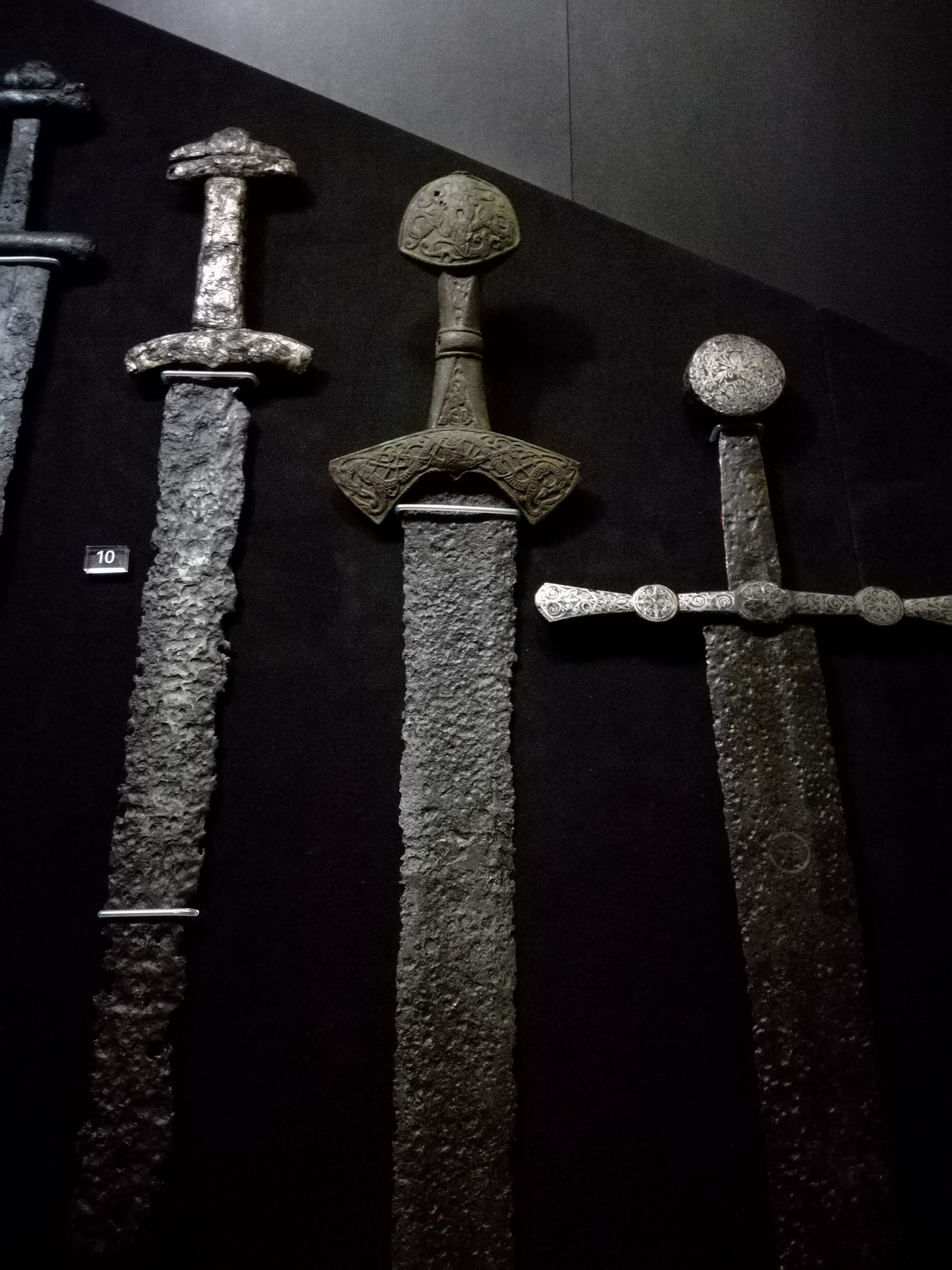
Suontakasvärdet (i mitten)

Suontaka är ett finländskt gods och en by i tidigare Tyrvändö kommun, numera Hattula kommun, i Egentliga Tavastland.

## Suontaka gård
Suontaka gård, på 1.500 hektar, har sedan 1747 varit förenad med närbelägna Lahdentaka gård. Carl August Standertskjöld (1814–1885) köpte Lahdentaka och Suontaka 1884 och överlämnade godsen till den då 25-årige sonen Edvard Standertskjöld. Denne sålde Lahdentaka 1915 och bosatte sig på Suontaka. Under finska inbördeskriget 1917 mördades han av rödgardister, varefter Suontaka gård 1918 köptes av direktören för Ulasöre tegelbruk i Ulasöre, Erik Rosenlew (1877–1952). Gården drivs idag inom släkten Rosenlew i den femte generationen.
Byggnaderna i rött tegel är från 1920-talet.

## Suontakasvärdet
Huvudartikel: Suontakasvärdet
År 1968 upptäcktes vid anläggning av täckdiken på Suontaka gårds marker en grav, som tidsbedömts till tiden sent 1000-tal–tidigt 1100-tal, och i vilken låg ett praktfullt järn- och bronssvärd.
Svärdet finns idag på Nationalmuseum i Helsingfors.